# بخش دس موینس، شهرستان جکسون، مینه سوتا
بخش دس موینس (به انگلیسی: Des Moines Township) یک منطقهٔ مسکونی در ایالات متحده آمریکا است که در شهرستان جکسون، مینه‌سوتا واقع شده‌است.
 بخش دس موینس ۸۳٫۹ کیلومتر مربع مساحت و ۲۷۳ نفر جمعیت دارد و ۴۲۸ متر بالاتر از سطح دریا واقع شده‌است.